# Athée (Mayenne)
Athée ist eine französische Gemeinde mit 453 Einwohnern (Stand: 1. Januar 2022) im Département Mayenne in der Region Pays de la Loire; sie gehört zum Arrondissement Château-Gontier und zum Kanton Cossé-le-Vivien. Die Einwohner werden Athéens genannt.

## Geographie
Athée liegt etwa 29 Kilometer südsüdwestlich von Laval am Oudon. Umgeben wird Athée von den Nachbargemeinden Cossé-le-Vivien im Norden, La Chapelle-Craonnaise im Norden und Nordosten, Denazé im Osten, Craon im Süden sowie Livré-la-Touche im Westen.

## Bevölkerungsentwicklung
| Jahr                       | 1962 | 1968 | 1975 | 1982 | 1990 | 1999 | 2006 | 2019 |
| -------------------------- | ---- | ---- | ---- | ---- | ---- | ---- | ---- | ---- |
| Einwohner                  | 550  | 542  | 466  | 461  | 408  | 488  | 489  | 476  |
| Quellen: Cassini und INSEE |      |      |      |      |      |      |      |      |

## Sehenswürdigkeiten
- Kirche Saint-Martin aus dem 19. Jahrhundert

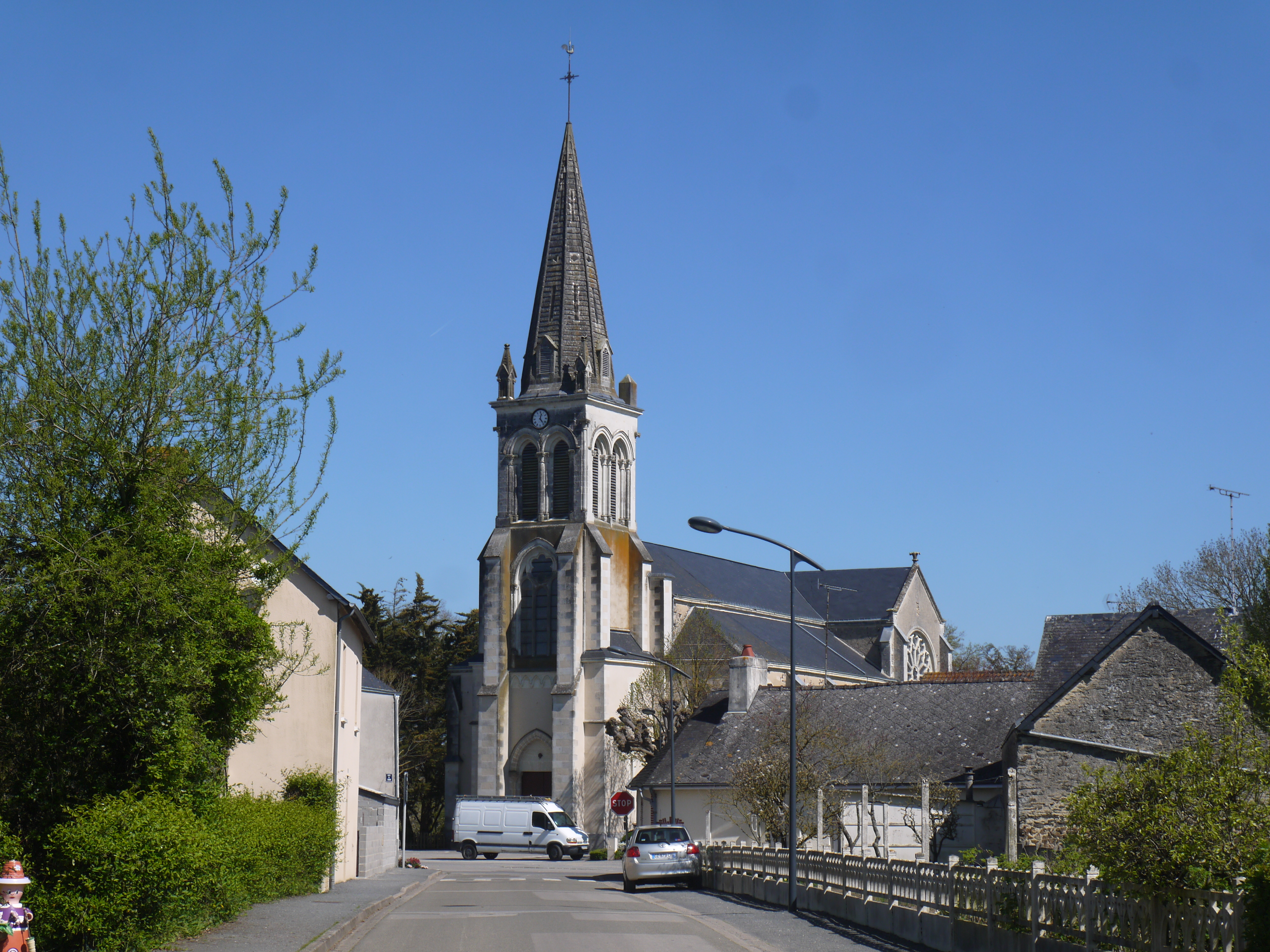
Kirche Saint-Martin